# 夜梅祭
夜・梅・祭（よるうめまつり)は、茨城県水戸市にある偕楽園・常磐神社をメイン会場に、場内を夜間開放して行われるイベントである。水戸の梅まつり110周年を記念して、2006年3月10日（水戸の日）に第1回「夜・梅・祭」が開催された。主催は、水戸の梅まつり実行委員会、主管は、水戸青年会議所。

## 概説

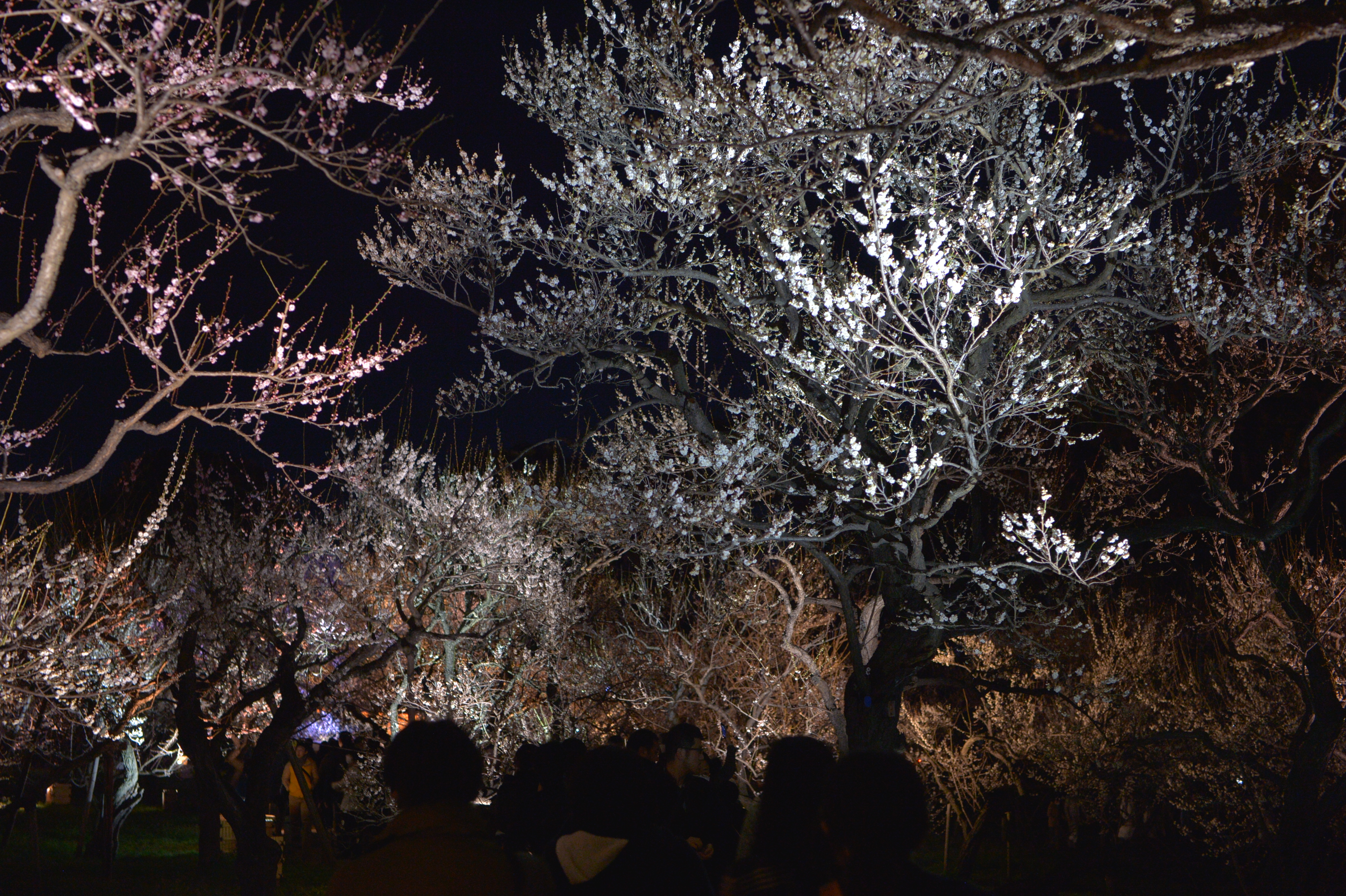
ライトアップされた満開の梅林（偕楽園・2019年）

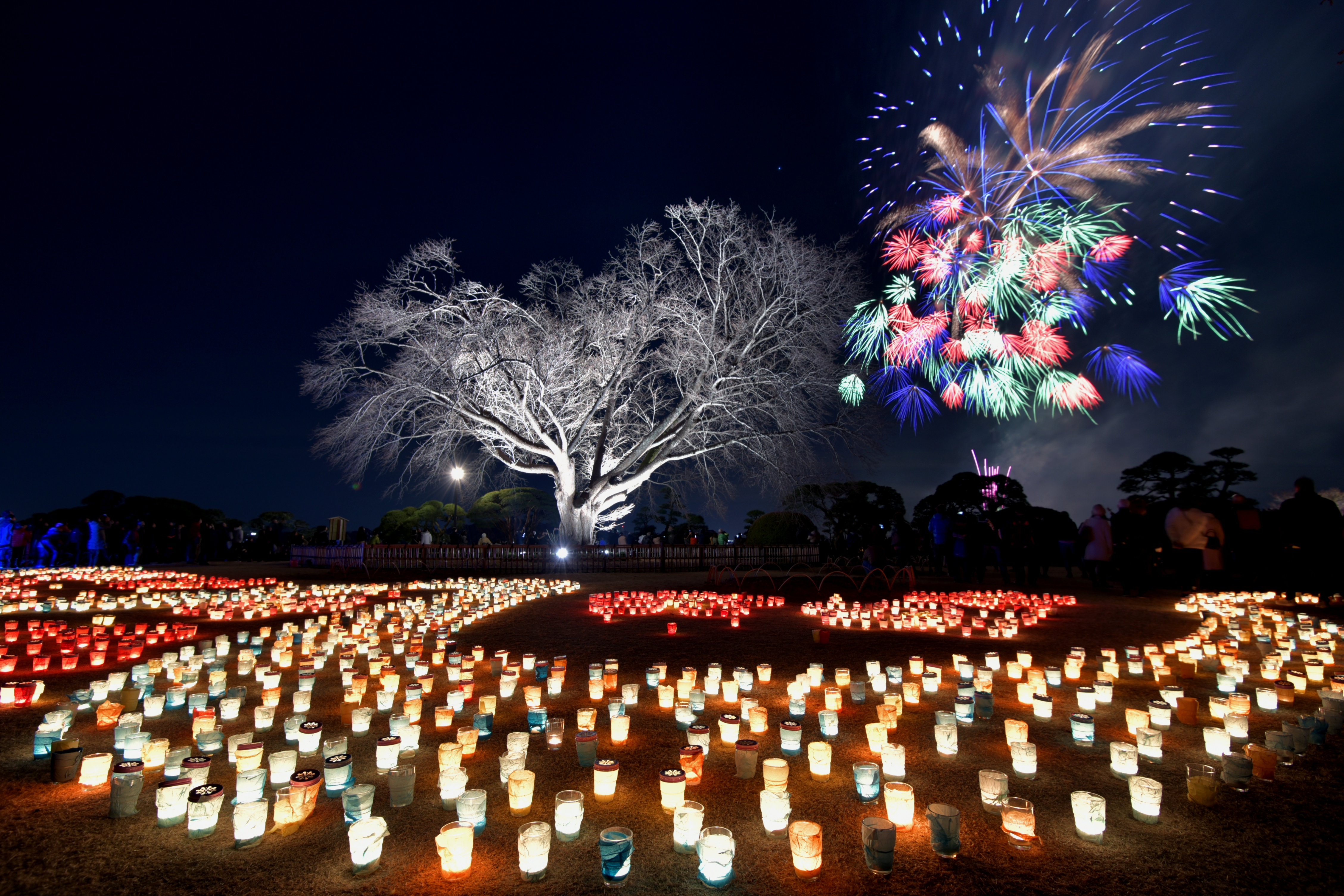
夜梅祭のフィナーレを飾る打ち上げ花火とキャンドルライト（偕楽園・2019年）

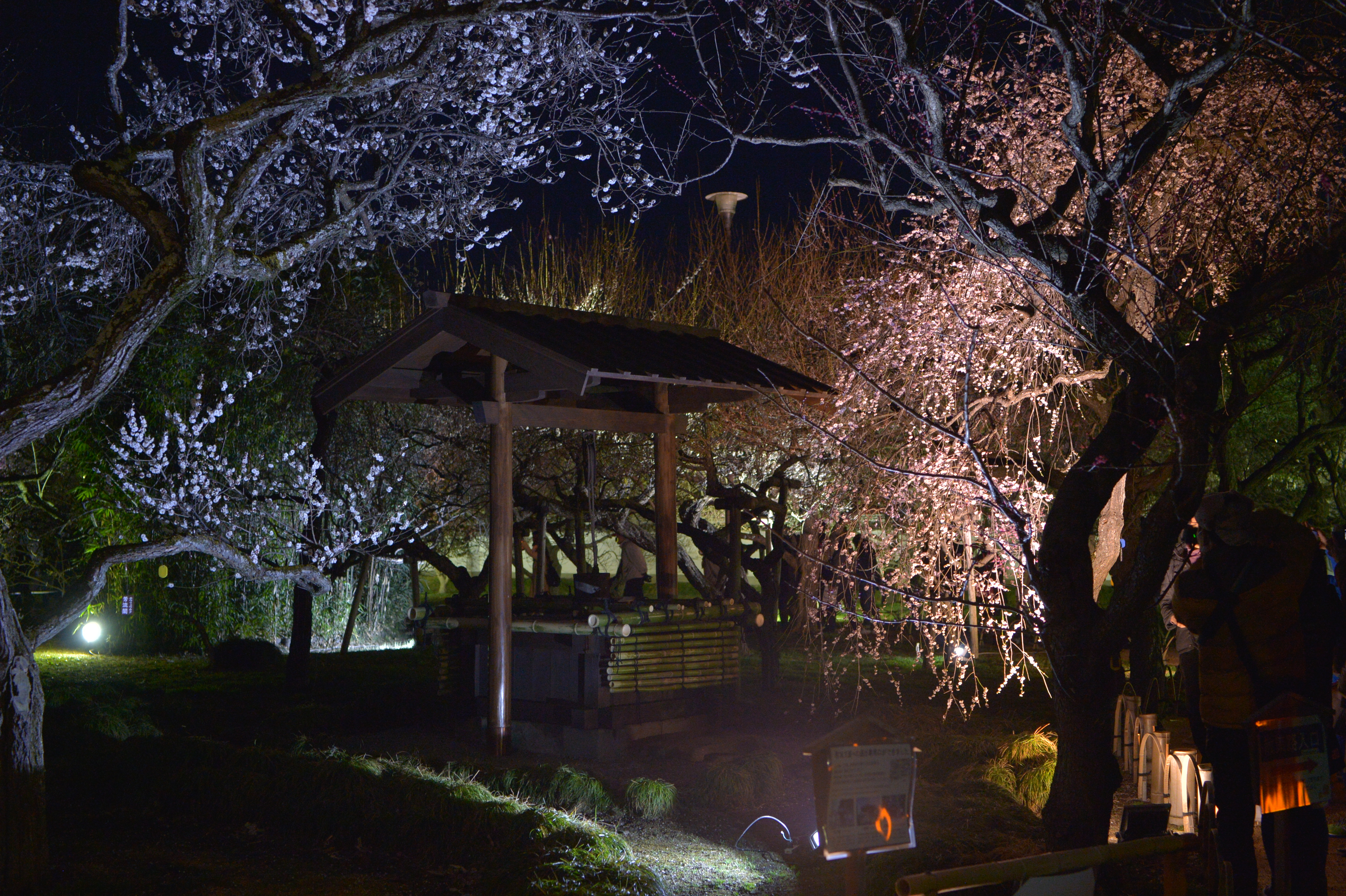
夜梅祭でライトアップされた庭園内（弘道館・2019年）

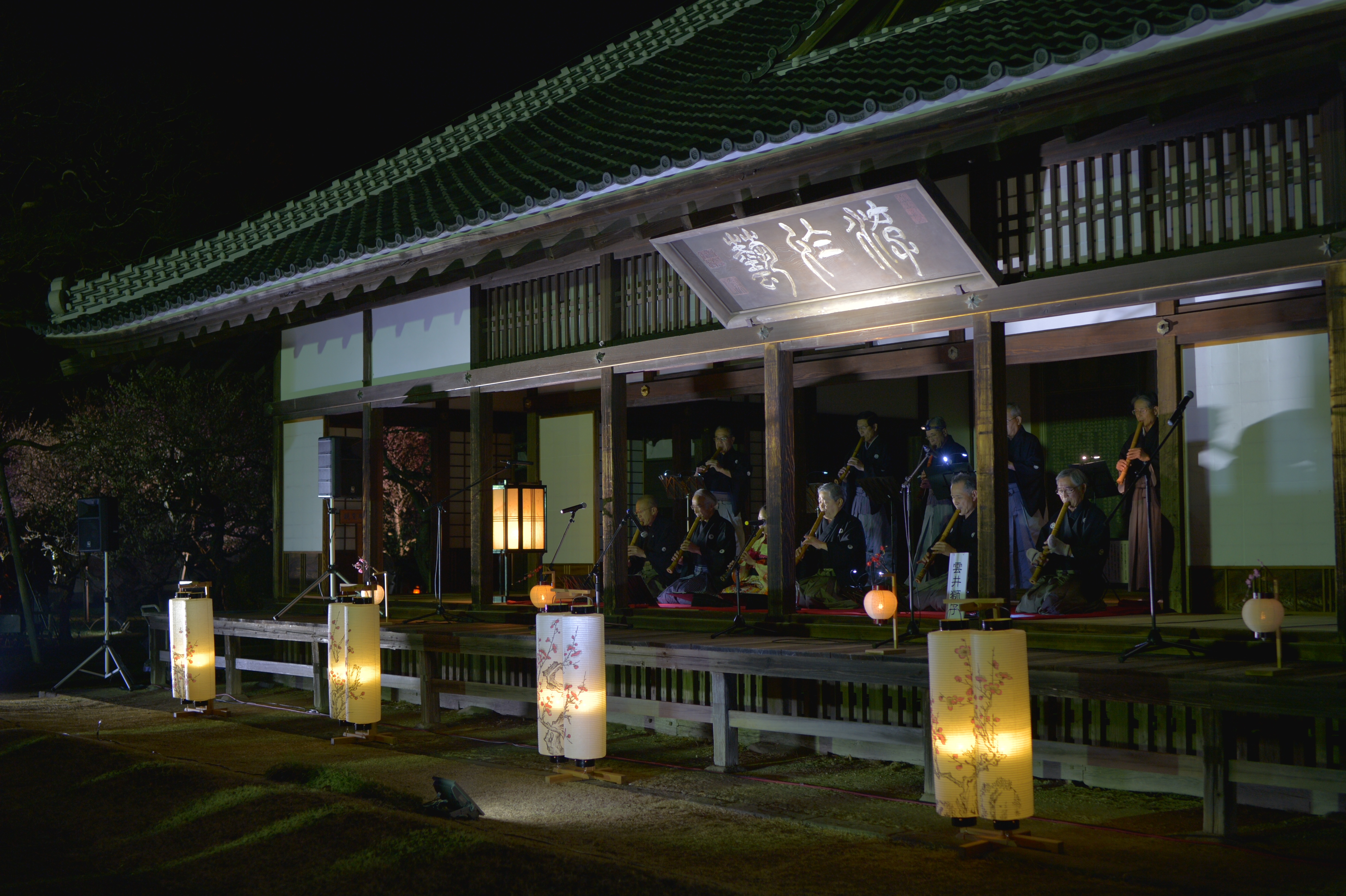
和楽演奏イベント「夜梅と和楽の調べ」（弘道館・2019年）

全国でも珍しい夜の梅を楽しむイベントで、ライトアップされた園内を巡り、夜から朝にかけて香りを強く発する梅の芳香を堪能することができる。園内には5000個を超えるキャンドルが設置され、幻想的な雰囲気を味わえる他、地産地消のスローフードの出店、水戸藩特産の西ノ内紙による装飾や、水戸に伝わる武家のお茶である水戸石州流・何陋会によるお手前の披露など、地域の文化を生かした催事に特徴がある。2008年より導入された花火の打ち上げも好評。打ち上げ担当は、水戸在中の老舗企業で、日本一の花火師と称えられ数々の受賞歴のある野村花火工業が担当。
日帰り客の多い水戸近隣の観光客を、夜型イベントを実施することで、近隣の飲食店・宿泊施設が巻き込んだ市街地の発展をめざす「一泊型観光都市」水戸実現を目的している。
2009年度には、第4回「夜・梅・祭」が実施され、従来の梅林のライトアップに加え、孟宗竹の竹林のライトアップが実施された。このことがきっかけになり「光の散歩道」事業として、常設のライトップが整備されることとなった。
2015年度からは、従来の偕楽園・常磐神社に加え、弘道館も会場として追加され、弘道館のライトアップも行われるようになる。

## 略史
2006年
第1回「夜・梅・祭」を開催、約6000名の来場者を記録した。偕楽園の西門前の広場で「水戸小町を偕（とも）に楽しむ」というテーマで実施。手作りの竹の行灯を設置した他、地産地消の飲食ブースで話題を呼ぶ。園内を江戸時代の小町にたとえ、来場者に通行手形を模して、焼印を施した「木札」が無料配布された。以降、木札の配布は、夜梅の名物となっている。
2007年
第2回を実施。約14000名の来場者。会場を偕楽園・見晴らし広場に移動。「ろうそくの灯りの中、春の匂いの散歩道へ」をテーマに園内の梅林のライトアップが充実された。常磐神社の能楽殿も開催場所に加えられ各種催事も実施し、好文亭前に和紙を巻いた1000個のキャンドルが設置され翌日の新聞紙上で紹介される。
2008年
第3回を実施。約19000名の来場者。「梅香る、新月の夜へ」をテーマに、新月に願いを届ける「おみくじ」ブースを新たに設置。偕楽園下、田鶴鳴梅林からの打ち上げ花火も実施される。能楽殿催事では、書道家・川又南岳氏の揮ごうが登場し、話題に。
2009年
第4回を実施。約24000名の来場者。「本当の入り口表門へようこそ」をテーマに、「陰」と「陽」の庭園設計を満喫してもらうべく、表門、吐玉泉のライトアップを実施。特に竹林のライトアップは話題になる。園内に職人村を設置、来場者が漢字一文字を書き込む体験型キャンドルや、水府提灯に彩られた好文亭内は幻想的であった。その他、「一泊型観光都市」実現のため、事業翌朝「朝梅」を新たに採用。宿泊された来場者を想定して、常磐神社境内で朝がゆの無料提供を行い、夜から朝に様々な表情を魅せる偕楽園の魅力を発信した。
2010年
第5回を開催。あいにくの雨の中、約21000名の来場者を記録。「水戸美楽再発見。」をテーマに、地産地消の飲食ブース・小町食堂が増強されたほか、水戸検定合格者をナビゲーターに招へいしたナイトウォークも好評だった。能楽殿催事では、傳田真央のステージも実現し、水戸を代表する祭りとしてますます注目をあびている。
2011年
第6回を実施。なお、後夜祭は東北地方太平洋沖地震（東日本大震災）の影響で偕楽園が閉鎖されたため、中止された。
2012年
第7回を実施。テーマは「「紡ぐ」こと」
2013年
第8回を3月2日に開催。テーマは「万灯会～今宵繋がることから～」
2014年
第9回を3月15日に開催。テーマは「夢一夜、五感を磨く幻想空間」
2015年
第10回を3月14日に開催。この年より、弘道館も会場に加わる。
2016年
第11回を3月5日、3月12日に開催。3月5日は弘道館、3月12日は偕楽園で開催。
2017年
第12回を3月4日、3月11日に開催。
2018年
第13回を3月3日、3月10日に開催。
2019年
第14回を3月2日、3月9日に開催。
2020年
第15回を3月7日、3月14日に行う予定だったが、新型コロナウイルスの自粛要請につき中止
2021年
第16回を3月6日、3月13日に行ったが、弘道館のみに規模を縮小して開催した。一方、偕楽園では当祭に代わる企画として「チームラボ　偕楽園光の祭」が行われていた。
2022年
梅祭りの期間中に新型コロナの感染拡大で茨城県下に「まん延防止等重点措置」が適用されていたことに伴い、両会場とも中止となった。代替企画として偕楽園園内で「チームラボ　偕楽園光の祭」が前年に引き続いて開催された。
2023年
第17回を2月25日に弘道館で、3月4日に偕楽園で行った。弘道館での通常開催は2年ぶり。偕楽園での通常開催は4年ぶりとなる。両会場ともフィナーレに花火大会を実施した。
2024年
第18回を2月24日に弘道館で、3月2日に偕楽園で行った。
2025年
第19回を2月22日に弘道館で行った。偕楽園は梅まつり期間の土日にライトアップイベントを行ったため行われなかった。

## 交通アクセス
- 「夜・梅・祭」当日には、茨城交通、関東鉄道共に開催時間に合わせて臨時便を運行する。偕楽園始発のバスは通常の土日でも19時台まで運行されている。
- 偕楽園駅は、「夜・梅・祭」にあわせた営業は行っていない。鉄道で帰宅する場合は、上記の路線バスで水戸駅まで行く必要がある。